# Cosentinia
Cosentinia, monotipski rod papratnica iz porodice bujadovki (Pteridaceae). Jedina vrsta je C. vellea, rasprostranjena od Mediterana do Indije Postoje dvije podvrste.

## Podvrste
- Cosentinia vellea subsp. vellea
- Cosentinia vellea subsp. bivalens (Reichst.) Rivas Mart. & Salvo